# Prix Athanase-David
Pour un article plus général, voir Prix du Québec.

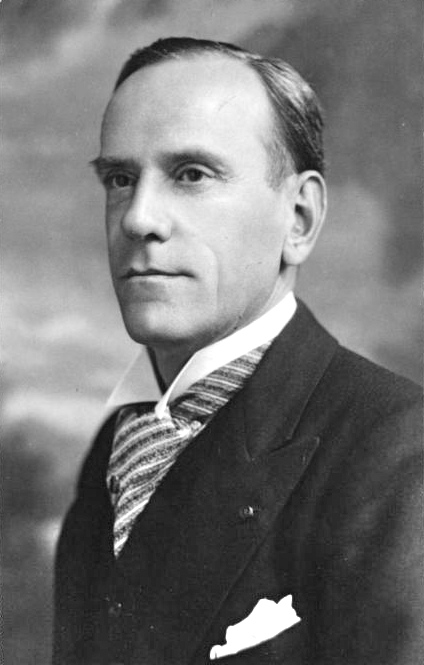
Athanase David en 1940

Le prix Athanase-David (créé en 1968) est l'un des prix du Québec remis annuellement par le gouvernement du Québec. Il couronne l'ensemble de la carrière et de l'œuvre d'un écrivain québécois. Il succède au prix David dont l'attribution cesse en 1970.

## Description du prix
Le prix récompense l'ensemble de l'oeuvre du lauréat ou de la lauréate. Les genres littéraires reconnus par ce prix sont le conte, la nouvelle, la poésie, le récit, le roman, la dramaturgie, la bande dessinée, l'essai, la critique littéraire, le journalisme et toutes les formes de littérature pour la jeunesse,.
Les critères d’éligibilité au prix sont :
- le candidat doit être citoyen canadien et vivre ou avoir vécu au Québec ;
- une personne ne peut recevoir deux fois le même prix, mais elle peut en recevoir plus d'un la même année ;
- un prix ne peut être attribué à plusieurs personnes à moins que ces personnes participent à des réalisations conjointes ;
- un prix ne peut être attribué à titre posthume.

Le prix consiste en :
- une bourse non imposable de 30 000 $ ;
- une médaille en argent réalisée par un artiste québécois ;
- un parchemin calligraphié et un bouton de revers portant le symbole des prix du Québec ;
- une pièce de joaillerie exclusive aux lauréates et aux lauréats ;
- un hommage public aux lauréats et aux lauréates par le gouvernement du Québec au cours d'une cérémonie officielle.

## Origine du nom
Le prix doit son nom à Athanase David (1882-1953), secrétaire et registraire de la province de Québec de 1919 à 1936. C’est lui qui a institué en 1922 les Concours littéraire et scientifique (aussi appelés prix David) dans le but de soutenir le travail d'écrivains et de chercheurs du Québec. Ces concours ont évolué au fil du temps pour devenir les prix du Québec.

## Liste des lauréats

### Années 1960
- 1968 : Félix-Antoine Savard
- 1969 : Alain Grandbois

### Années 1970
- 1970 : Gabrielle Roy
- 1971 : Paul-Marie Lapointe
- 1972 : Hubert Aquin
- 1973 : Marcel Dubé
- 1974 : Rina Lasnier
- 1975 : Fernand Dumont
- 1976 : Pierre Vadeboncœur
- 1977 : Jacques Ferron
- 1978 : Anne Hébert
- 1979 : Yves Thériault

### Années 1980
- 1980 : Gérard Bessette
- 1981 : Gilles Archambault
- 1982 : Marie-Claire Blais
- 1983 : Gaston Miron
- 1984 : Jean-Guy Pilon
- 1985 : Jacques Godbout
- 1986 : Jacques Brault
- 1987 : Fernand Ouellette
- 1988 : Michel Tremblay
- 1989 : Jean Éthier-Blais

### Années 1990
- 1990 : Andrée Maillet
- 1991 : Nicole Brossard
- 1992 : André Major
- 1993 : Gilles Hénault
- 1994 : Réjean Ducharme
- 1995 : Jacques Poulin
- 1996 : Monique Bosco
- 1997 : Gilles Marcotte
- 1998 : André Langevin
- 1999 : Roland Giguère

### Années 2000
- 2000 : Pierre Morency
- 2001 : Victor-Lévy Beaulieu
- 2002 : Madeleine Gagnon
- 2003 : Michel van Schendel
- 2004 : Naïm Kattan
- 2005 : Pierre Nepveu
- 2006 : Mavis Gallant
- 2007 : Paul Chamberland
- 2008 : Suzanne Jacob
- 2009 : Denise Desautels

### Années 2010
- 2010 : Suzanne Lebeau
- 2011 : Joël Des Rosiers
- 2012 : France Théoret
- 2013 : Roger Des Roches
- 2014 : Jean Royer
- 2015 : Pierre Ouellet
- 2016 : Claude Jasmin
- 2017 : Normand de Bellefeuille
- 2018 : François Ricard
- 2019 : Hélène Dorion

### Années 2020
- 2020 : Carole David
- 2021 : Michel Marc Bouchard
- 2022 : Michel Rabagliati[3]
- 2023 : Robert Lalonde
- 2024 : Élise Turcotte